# Thyasiridae
Famille
Genres de rang inférieur
- Adontorhina
- Axinodon
- Axinopsida
- Axinulus
- Conchocele
- Leptaxinus
- Mendicula
- Thyasira

Thyasiridae est une famille de mollusques bivalves.

## Liste des genres
Selon World Register of Marine Species (14 août 2010) :
- genre Adontorhina Berry, 1947
- genre Axinopsida Keen & Chavan in Chavan, 1951
- genre Axinulus Verrill & Bush, 1898
- genre Axinus J. Sowerby, 1821
- genre Conchocele Gabb, 1866
- genre Genaxinus Iredale, 1930
- genre Leptaxinus Verrill & Bush, 1898
- genre Maorithyas C. Fleming, 1950
- genre Mendicula Iredale, 1924
- genre Spinaxinus Oliver & Holmes, 2006
- genre Tauraxinus Sacco, 1901
- genre Thyasira Leach in Lamarck, 1818

Selon ITIS (14 août 2010) :
- genre Adontorhina Berry, 1947
- genre Axinodon A. E. Verrill & Bush, 1898
- genre Axinopsida Keen & Chavan, 1951
- genre Axinulus A. E. Verrill & Bush, 1898
- genre Conchocele Gabb, 1866
- genre Leptaxinus A. E. Verrill & Bush, 1898
- genre Mendicula Iredale, 1924
- genre Thyasira Lamarck, 1818